# Махмуд II
Махмуд II (20. јул 1789 — 1. јул 1839) је био турски султан 1808—1839. године. До ступања на престо био је одсечен од јавности. Он је син султана Абдул Хамида I и Францускиње Ами Дибук де Ривера. Због тога је називан ″Хришћанским Султаном". Борио се са многим унутрашњим и спољним потешкоћама.
Његова владавина праћена је административним, фискалним и војним реформама које су кулминирале у време Танзимата, а спровели су их његови синови Абдулмеџид I и Абдул Азиз. Познат је као ″Петар Велики од Турске". Укинуо је јаничаре 1826. године и тиме је уклонио све препреке на путу спровођена реформи.

## Наследство
Године 1808. Махмудов старији брат Мустафа IV наредио је погубљење њега и његовог рођака, смењеног султана Селима III како би угушио буну. Селим III је убијен, а Махмуд се спасао јер је био сакривен. За то се постарала његова мајка. Махмуд је наследио престо након што су побуњеници уклонили са престола, а касније убили његовог брата Мустафу IV. Вођа буне, Алемдар Мустафа-паша постао је један од Махмудових везира. Западни историчари приписују Махмуду веома лошу репутацију само зато што је владао у време када је османско царство изгубило добар део територије.
Постоје многе приче о покушају Махмудовог погубљења. Грузијка по имену Џеврије почела је да скупља пепео када је чула да је Селим III убијен. Она је бацала пепео у очи џелатима и тиме купила Махмуду времена. Махмуд је изашао кроз прозор и попео се на кров харема, а онда су му људи који су га видели помогли да сиђе помоћу гомиле одеће од које су направили мердевине. У том тренутку Алемдар Мустафа- паша је са својим наоружаним људима видео беживотно тело Селима III и одмах прогласио Махмуда за новог султана. Џеврије је за своју храброст и заслуге при спасавању Махмуда била награђена тиме што је постала главна ризничарка у харему. Степениште у харему (златна стаза) се зове по њој због њене повезаности са догађајима и тим степеницама.

## Стеге политичког система
Када је Махмуд II ступио на османски престо, имао је двадесет и три године. Његово политичко искуство било је ограничено, али он је стекао добро образовање у палати и поседовао је сазнања о томе шта се дешава ван и унутар граница Османског царства. Јула 1808. године, још увек није представљао снажну личност: ту улогу имао је велики везир, Бајрактар Мустафа-паша, човек коме је султан дуговао долазак на престо, који је схватао значај чврсте власти, која се ослања на модерну, дисциплиновану и добро обучену војску, способну да се супротстави руским акцијама у подунавским провинцијама, власт која може да рачуна на реформисану администрацију, која је такође морала да схвати место и улогу ајана, који су у неким провинцијама имали нимало занемарљив утицај.
Пошто је елиминисао како цивилне, тако и војне противнике Селима III, свестан ауторитета стеченог на терену, султан је у Истанбулу окупио најзначајније угледнике из провинција да би им предложио план реформи и да би дискутовао са њима. Позив су прихватиле бројне велможе у Анадолији и Румелији, али су се најистакнутији међу њима одметнули: Али-паша Јањински, Мухамед Али, тада већ свемоћни намесник у Египту, неколико ајана из Бугарске Бајрактарових противника и већина моћника из арапских провинција.
Ипак је 7. октобра потписан споразум чије су главне одредбе биле: лојалност султану и његовом представником- великом везиру, организација нове војске, редовна уплата пореза, власт у провинцијама осигурана поштовањем закона и правде, узајамно поштовање територија и уређења сваке провинције, подршка реформама и акцијама против противника. Султан се са своје стране обавезао да ће повећавати само законите и редовне порезе. Овај документ, који је могао да чини правну основу устава Османског царства, имао је само ограничен домет јер, с једне стране није садржао ниједан члан везан за реформу војске, а с друге стране, није га потписао султан, који је сматрао да је велможама дато сувише повластица и, коначно, зато што су га потписала само четворица велможа, пошто су остали напустили седницу пре краја, сматрајући да би предвиђени текст ограничио њихову личну власт.
Истовремено покушавајући да постигне споразум међу велможама, Мустафа Бајрактар трудио се да се организује некадашњи војни ред који је основао Селим III, низам-и неџид. Успео је да регрутује 5000 људи али је, да би избегао противљење и отпор јаничара, дао том реду име сегбан-и неџид ( буквално значи: нови ред чувара паса- како се звао некадашњи јаничарски пук). Убрзо је бројао 10 000 војника, под командом некадашњих официра низам-и неџида. Реформе су обухватиле и морнарицу. Било је предвиђено још реформи за јаничаре, али их је султан ограничио плашећи се да их они не искористе како би се поново побунили. Проблем јаничара био је решен тек 18 година касније.
Бајрактар је веровао да је моћнији него што је у ствари био. Султану је сметао његов ауторитаран и оштар став, а становништву престонице понашање његових присталица, велможама неких провинција (између осталих бугарских), док је јаничарима сметало формирање сегбан-и неџида. Јаничари су започели нову побуну током које је Бајрактар Мустафа-паша убијен (14. новембар 1808. године). Побуњеници су изразили своје захтеве, али је султан одлучно реаговао, те су настављене борбе између јаничара и трупа верних султану у току којих су пале бројне цивилне жртве (15-16. новембар). Иако је 17. новембра пронађен компромис који је обухватао распуштање реда сегбана, многе његове припаднике, као и неке руководиоце- реформисте напали су и убили јаничари.
Махмуд II, који је успео да сачува престо, сада се уверио да ниједну реформу није могуће спровести ако браниоци система, који је он сматрао застарелим, остану на положајима, било да је реч о војницима, државницима или припадницима судско-верских кругова. Чинило му се неопходним да поврати свој ауторитет а тиме и ауторитет државе, што је било оствариво само ако је власт могла да се ослони на војну снагу и чиновнике, одлучне да бране државу пре него своје привилегије. У том тренутку није никако могао да рачуна на јаничаре, који су били сувише недисциплиновани, нити за спахије, сувише везане за провинцијске велможе; султан је уз себе имао топџије чији је ред у више наврата реорганизовао и ојачао Селим III у XVIII веку, а затим и он сам, као и на морнарицу коју је обновио капуданбаша, Хусрев Мехмед-паша, који је био на том положају од 1811. до 1818. године и од 1822. до 1827. године.
Међу политичким групацијама, главну препреку Махмудовом реформисању државе представљале су велможе из провинција и улема. Против првих, имао је помоћ једне од главних личности османског друштва Мехмед Саид Халет ефендије, некадашњег амбасадора у Паризу, али и присталице старог режима и јачања централне власти, јаничарских редова и улеме: другим речима, био је противник сваке модернизације. Против ових других, ослањао се на неке Османлије отворене за прихватање западних идеја као што су били главни адмирал Хусрев Мехмед-паша, реис-ул-кутаб (задужени за односе са иностранством) Џаниб Мехмед Бесим ефендија, на положају од 1817. до 1821. године, а поготово на Мехмед Саид Галиб-пашу, убеђеног поборника реформи и одлучног противника Халет ефендије, чијој је елиминацији директно допринео (новембра 1822. године). Од тог тренутка, Махмуд II постављао је своје присталице на одговорна места у централној власти и разним војним редовима. Сада је султан располагао средствима потребним да наметне неопходне реформе.

## Мухамед Али у Египту
У овој области султану је претходио намесник Египта, Кавалали Мухамед Али (Мехмед Али). Именован на то место јула 1805. године, четири године након завршетка француског похода, требало је да поново успостави османски ауторитет, који су угрожавале локалне велможе- Мамелуци, уз подршку Енглеске. Коначно је победио непријатеље у марту 1811. године и, у једном налету, поразио Вахабите у Арабији и одузео им свете градове 1813. године; Вахабити ће, међутим, бити коначно поражени тек током другог похода, који је трајао од 1818. до 1820. године.
У самом Египту, Мехмед Али се помирио са припадницима улеме, који су били жртве Мамелука. Пошто је констатовао слабост и многоструке тешкоће са којима се суочавала влада у Истанбулу, веома брзо је одлучио да Египат учини примером модерне организације и бастионом сопствене моћи, не одбацујући ипак османско сизеренство. Користећи способности француских официра и подофицира који су остали у Египту после 1801. године, покушао је да организује другачију војску. Међутим, пошто су османски војници показивали одлучно одбијање да следе нову војну концепцију, Мехмед Али је потражио друго решење: стварање војног реда сличног низам-и неџиду (nizamiye), састављеног од војника са Кавказа или из црне Африке, што се брзо показало као неприкладно јер је било у питању понављање старог мамелучког система. Инспиришући се затим француским и енглеским моделима, организовао је "националну" војску, коју су чинили регрутовани египатски сељаци, које су обучавали страни официри, увежбани и опремљени на западни начин (1823). Ова нова армија добро се показала на Криту, затим у Грчкој под командом Алијевог сина, Ибрахим-паше, касније у Сирији и чак у Анадолији.
Током првих 25 година владавине, Мехмед Али извршио је много више реформи него султан и поставио Египат на пут модернизације. Године 1830. он још увек није формулисао све своје територијалне и политичке захтеве: наредна деценија била је сведок његових амбиција, победа и неуспеха; он је ипак успео да Египат учини наследном монархијом, различитом, али не потпуно издвојеном од остатка Османског царства.
Махмуд II следиће његов пример у различитим областима. Настаће нека врста ривалства, у трци за модернизацијом, међу двојицом људи који су били највећи представници еволуције источног света у првој трећини XIX века.

## Грчка: од устанка до независности
Године 1824, док су трајале борбе између две грчке струје, султан Махмуд II још увек није био у могућности да интервенише да би повратио ауторитет у земљи; потражио је помоћ Мехмед Алија, који је постигао сјајне успехе у Арабији и поставио Египат на пут модернизације. Мехмед Али је одговорио позитивно, под условом да буде именован за намесника Крита и Мореје (поред Египта). Послао је трупе које су, под командом његовог сина Ибрахим-паше, заузеле острво Крит, искрцале се у Мореји (фебруар 1825.) и однеле многе победе над грчким националистима, док су султанове трупе, после годину дана заузеле Мисолонги (април 1825- април 1826). Изгледало је да ће грчка побуна брзо бити угушена.
Османски успеси забринули су новог руског цара Николаја I, чији су планови били везани за православне земље (децембра 1825). Марта 1826, упутио је султану ултиматум који је требало да га примора да следи његове планове и да му уступи право на заштиту Молдавије, Влашке и Србије: Махмуд је попустио; осим тога, морао је да призна руско сизеренство на Кавказу и да дозволи слободно кретање руских бродова по османским водама (Акерманска конвенција, 7. октобар 1826). У Истанбулу су се сукобила два табора: милитаристички, чије присталице нису прихватале повлачење државе и присталице чекања, које су желеле посредовање неке европске силе. Коначно се Махмуд II одлучио за гушење грчког устанка; јуна 1827. његове трупе су заузеле Атину.
Енглеска, Француска и Русија основале су у јулу савез који је запретио интервенцијом у корист Грка ако султан буде одбијао свако посредовање, што се и догодило. Француско-енглеска флота је интервенисала и блокирала османску флоту којој се придружила египатска флота у луци Наварин: инцидент је изазвао битку током које је османско-египатска флота уништена, а 8000 морнара и војника убијено (20. октобар 1827). Овај догађај дао је наду Грцима, изоловао је Ибрахим-пашу у Мореји и нарочито фаворизовао мешање великих сила у османске послове, које су на Западу подржавале штампа и јавно мњење, наклоњено Грцима.
Султан је учврстио положај и наставио да се противи сваком мешању. Николај I му је 28. априла 1828. године објавио рат. Његове трупе истовремено су продрле у источну Анадолију (заузимање Карса, у јулу 1828, Ерзурума, у јулу 1829), у Молдавију, Добруџу, Бугарску (јун-октобар 1828) и у Тракију где су заузеле Једрене (22. августа 1829) док су Француска и Енглеска постигле да се Ибрахим-паша врати у Египат и, након постављања нове грчке владе на челу са Јунисом Капудистријом, разматрале стварање независне грчке државе.
Коначно, Једренским миром (14. септембра 1829), који је употпуњен Лондонском конференцијом (фебруар 1830), Француска и Енглеска успеле су да спрече осипање европских провинција Османског царства у корист Русије. Проглашена је независност Грчке, коју су гарантовале велике силе, призната је аутономија Србије, Молдавије и Влашке; Бесарабија је прешла у руке Русије, која је добила трговачке повластице и право на пролазак великих трговачких бродова кроз мореузе.
Најистакнутији елемент грчко-турског рата је свакако директно мешање других великих сила, поред Русије и Аустрије, у питања Османског царства. Већ су Наполеонови походи у Египту и енглеске тежње показале интересовање Француске и Енглеске за "Левант", пут за Индију и земље у Индијском океану. Овај аспект био је и даље присутан, а појавили су се и нови- продирање појединачних интереса неких држава у Османско царство, најпре присуством стручњака, саветника и трговаца, а затим стварањем клијената како у балканској Европи тако и на Блиском истоку ( у тој области Руси су напредовали у подунавским провинцијама). Дипломатске интервенције, мешање Француске или Енглеске били су начини да се утиче на османску политику, као и да се наметну западна схватања, како у области спољних послова, тако у погледу унутрашње управе државом: танзимат (реформе) биле су њихова директна последица.
Амбиције Запада нису се ограничиле на источно Средоземље: јуна 1830. године, Французи су се искрцали близу Алжира, са намером да се домогну Алжира који је још увек био османска провинција. Освајање је трајало дуго, али османска држава, заокупљена догађајима у Египту, затим проблемима у Сирији и Либану није могла да му се супротстави: комадање Османског царства кренуло је.

## Укидање јаничара
Један од најважнији подухвата Махмуда II јесте укидање јаничара 1826. , што је омогућило успостављање војске по узору на европску, састављену од румелијских Турака и азијских мањина. Јаничари су почели да губе глас као славна професионална војска.
Њихов борбени дух је током година почео да опада, почели су се бавити трговином, преузели су право женидбе. За време Султана Мурата I, 1362. године било је око 1000 јаничара, а за време Махмуда II их је било већ 140.000. Султан се одлучио да јаничаре коначно и беспоштедно укине, као препреку реформама. Ни народ више није стајао на страни елитних трупа. Тако је 15. јуна 1826. године султанова артиљерија побила 8.000 јањичара. Султан је ферманом наредио потпуно укидање јањичарских јединица у Царству, што је завршено 1830. године. Један човек који је гатао, објавио је Махмуду II: „Ако их задржиш, од њих ћеш погинути. Ако их се решиш, исто ћеш погинути, само другачије“. Тако је и било.
Махмуд је такође одговоран за покоравање ирачких мамелука од стране Али Рида-паше 1831. године. Наредио је погубљење познатог Али-паше од Тепелена. Послао је великог везира да погубио бошњачког бега Хусеин-капетана Градашчевића и укине бошњачки ејалет.

## Танзимат
Године 1839. почео је да припрема реформе Танзимата укључујући представљање министарског већа.
Танзимат је означио почетак османске модернизације и одмах имао ефекат на правне и социјалне аспекте живота у царству, као што су европски начин облачења, архитектура, прописи, организација институција и реформе земље.
Махмуд је био свестан да треба да одржава и традицију. Уз његов напор стрељаштво као спорт је оживљен у империји. Наредио је Мустафи Канију да напише књигу која је садржала историјат, као и начин прављења турских лукова. Оно што о томе знамо данас потиче управо из његове књиге.

## Правне реформе
Међу његовим реформама су едикти и фермани којима је укинуо веће за конфискацију и одузео добар део моћи својим пашама.
Оно што је претходило првим ферманима било је претварање имовине људи који су протерани или осуђени на смрт у власништво круне и државе.
Другим ферманом забранио је управницима провинција (пашама и агама) да својевољно доносе смртне пресуде. Они нису смели да убију ни Турчина, а ни припадника раје, све док не добију легалну потврду од кадије, потписану од стране судије. Махмуд је направио истрајан систем по коме сви од криминалаца до врховних војних судија, па и до самог султана могу да истрају у својој жалби.
У исто време, Махмуд је дао пример реформи тако што је присуствовао на свим састанцима дивана или већа за разлику од његових претходника који су се држали ван државних послова. Избегавање дивана од стране султана вуче корене још из позног периода владавине султана Сулејмана Величанственог, а многи историчари тврде како је то један од главних разлога пада османске империје.
Махмуд је спречио једну од најгорих сметњи у вези са вакуфима, тако што је ставио њихове приходе под државну администрацију. Међутим, он није успео да подвргне ове велике поседе потребама владе. Његова модернизација обухватила је попуштање многих рестрикција попут забране алкохолних пића у царству, чак је и познато да је султан волео да пије вино у свом кругу пријатеља. Крајем његове владавине, његове реформе нормализовале су употребу алкохола међу вишом класом и политичким фигурама.
У његово време финансијска ситуација била је забрињавајућа и поједини друштвени слојеви били су угњетавани под притиском високих намета. При решавању компликованих проблема, Махмуд је показао најбољи могући дух најславнијих Ћупрулића (фамилија великих везира). Ферманом је 22. фебруара 1834. укинуо узнемирујуће намете које су гувернери провинција дуго времена узимали од становника. Истим едиктом сви порези осим два годишња намета били су котирани као злостављање. ,, Нико није игнорантан," казао је Махмуд II у овом документу, ,,обавезан сам да помогнем својим поданицима у борби против узнемирујућих пореских поступака, настојим да им непрестано олакшавам, а не повећавам терет и омогућим им мир и спокој. Дакле, ови опресивни поступци су против воље Бога и мојих наређења."
Харач (опорезивање по глави), иако је био благ и изузимао оне који су га платили служењем војске, био је покретачка сила тираније коју су дуго времена спроводили дрски провинцијски гувернери. Ферман из 1834. укинуо је стари модел његовог убирања и одредио да једино може да га намеће комисија у чијем саставу су кадија, муслимански гувернери, шефови муниципија и раја у сваком дистрикту. Многи други финансијски напреци су остварени. Другом важном серијом мера упрошћена је и ојачана влада и велики број споредних канцеларија укинут. Султан Махмуд II омогућио је добар лични осећај економијом, организацијом царског домаћинства, сузбијањем титула без дужности и званичнике са платом који нису имали посла.

## Војна реформа
Махмуд се ефектно бавио феудалним добрима (тимарима и зијаметима). Ове институције су служиле за снабдевање старих ефектних војних снага, али су одавно престале да служе сврси. Причвршћавањем њих за јавне домене, Махмуд је материјално ојачао државне ресурсе и стао на крај гнезду корупције. Један од његових најодлучнијих акта био је акт о сузбијању Дере-бегова, наследних шефова провинција, који су највише ометали османски феудални систем и себе начинили ситним племством у свакој од провинција.
Смањење ових непослушних феудалаца није извршена од једанпут или без озбиљне борбе и честих побуна. Махмуд је чврсто очувао ове крупне мере и само је Кипар остао једина тачка која потиче од султана која је задржала ове бегове
Један од његових најзначајнијих подухвата био је укидање јаничара (кроз масовна крвопролића, борбе, погубљења и протеривања). То је омогућило стварање модерне османске војске познатије као ,,Победоносна војска Мухамеда" (тур. Asakir-i Mansure-i Muhammediye).
Од пораза код Наварина и губитка Грчке, Махмуд II настојао је ка томе да изгради снажну османску флоту. Први пароброди добијени су 1828. Године 1829. изграђен је највећи светски ратни брод, који је дуги низ година успео да задржи ту титулу. Био је то брод из линије Махмудије, који је имао 128 топова на 3 палубе и носио 1280 војника са собом изграђен је за османску морнарицу у царској фабрици морнаричког арсенала (Tersâne-i Âmire) на Златном рогу у Цариграду.

## Хат-и шериф од Гилхане
Махмуд II је умро 1. јула 1839. године. Наследио га је син, шеснаестогодишњи Абдулмеџид I, док је Хусрев Мехмед-паша постао велики везир. Пре смрти, Махмуд II наредио је да се припреми текст, у коме би биле објављене планиране реформе, на коме је посебно радио Мустафа Решид-паша. Овај текст званично је представљен 3. новембра 1839. године, а прочитао га је Мустафа Решид-паша пред највишим државним званичницима, верским великодостојницима, представницима за економске активности и дипломатским особљем: био је то хат-и шериф, или хат-и хумајун (царска повеља) назван од Гилхане, по месту у Топкапи палати где је био представљен аудиторијуму.
То је била повеља која је имала вишеструки карактер: судски, финансијски, административни и војни. У њој је било посебно објављено да су од тог тренутка сви поданици Османског царства једнаки, без обзира на веру и националну припадност, што је било у супротности са муслиманским законом, и да ће свакој особи бити суђено у складу са законом и неће више моћи да буде осуђена без истраге и по кратком поступку; да ће сви плаћати порез директно држави у складу са својим приходима; закуп пореза је укинут; сва места мораће да припреме војни контингент у складу са законом који ће бити донет, а војни рок неће моћи да траје дуже од пет година.
Овај скуп одлука био је одраз жеље за променама, којом си били прожети носиоци власти: читање пред представницима државе, верских заједница и великих сила дало је карактер свечаног обавезивања који је представљао потврду те жеље. Неспорно је да се Османско царство сада налазило на путу развоја који ће следећи владари, укључујући и Абдул Хамида II, покушавати да обележе значајним актима. Нису, међутим, сви били задовољни таквим развојем, посебно велике силе, чији је интерес био рушење Османског царства. Пред његовом трансформацијом биле су постављене бројне препреке, и ова држава, коју је један руски дипломата назвао "болесником Европе", наћи ће се у рукама лекара који су се више трудили да болесника усмрте него да му врате снагу и просперитет.

## Породично стабло
|  |                                               |  |  |  |  |  |  |  |  |  |  |  |  |  |  |  |
|  | 2. Абдул Хамид I                              |  |  |  |  |  |  |  |  |  |  |  |  |  |  |  |
|  |                                               |  |  |  |  |  |  |  |  |  |  |  |  |  |  |  |
|  |                                               |  |  |  |  |  |  |  |  |  |  |  |  |  |  |  |
|  | 1. Махмуд II                                  |  |  |  |  |  |  |  |  |  |  |  |  |  |  |  |
|  |                                               |  |  |  |  |  |  |  |  |  |  |  |  |  |  |  |
|  |                                               |  |  |  |  |  |  |  |  |  |  |  |  |  |  |  |
|  | 3. Naksh-i-Dil Haseki, Aimée du Buc de Rivéry |  |  |  |  |  |  |  |  |  |  |  |  |  |  |  |
|  |                                               |  |  |  |  |  |  |  |  |  |  |  |  |  |  |  |
|  |                                               |  |  |  |  |  |  |  |  |  |  |  |  |  |  |  |